# طرح انتقال آب از مازندران به سمنان
انتقال آب از مازندران به سمنان طرحی است برای آب‌رسانی به استان سمنان که برای اجرای آن قرار است بخشی از آب دریای خزر به استان سمنان منتقل شود.

## تاریخچه
بحث انتقال آب به‌صورت جدی برای نخستین بار در روزهای پایانی دورهٔ ریاست‌جمهوری سید محمد خاتمی مطرح شد؛ مطالعات مرتبط با طرح انتقال آب خزر به سمنان در کارگروه «بررسی تأمین آب استان سمنان» در تاریخ ۸ تیر ۱۳۸۴ با حضور معاون اول رئیس‌جمهور وقت یعنی محمدرضا عارف و حبیب‌الله بی‌طرف، وزیر وقت نیرو، به تصویب رسید.
این طرح اما تا مدت‌ها معلق ماند تا این‌که در پی مصوبه هیئت دولت در سفر استانی سمنان در ۱۴ دی ۱۳۸۹ و در دولت محمود احمدی‌نژاد به وزارت نیرو و سرانجام در تاریخ ۳۰ خردادماه ۱۳۹۱ به شرکت «توسعهٔ منابع آب و نیروی ایران» به‌عنوان مجری ابلاغ شد.
در دولت حسن روحانی، وزارت نیرو پیگیر نظر کارشناسی محیط‌زیستی‌ها بود و سرانجام روحانی در آذر ۱۳۹۷ در سفر به سمنان خبر داد کارشناسی‌ها به اتمام رسیده، مشکلات حل شده و دولت، آمادگی دارد اگر سرمایه‌گذاری بخواهد وارد کار شود، امکانات لازم را در اختیار بگذارد.
این سخنرانی روحانی، با واکنش‌های زیادی از سوی منتقدان مواجه شد و حتی معاون وقت محیط‌زیست، پروین فرشچی، با انتقال بین حوضه به‌دلیل تبعات اقتصادی و محیط‌زیستی آن مخالفت صریح کرد.

## واکنش‌ها
این طرح همواره با مخالفت‌های بسیاری همراه بوده‌است و تعداد کمی از افراد به آن روی خوش نشان دادند که البته نظرات مثبت هم از سوی مخالفان، مورد نکوهش قرار گرفته‌است.

### مخالفان
مسئول سابق کمیته حفاظت و نظارت سازمان حفاظت محیط زیست می‌گوید:
از ۱۸۰ کیلومتری که بناست آب خزر به سمنان برسد، ۱۴۰ کیلومتر آن در استان مازندران واقع شده‌است؛ انتقال آب از ۱۴۰ کیلومتر از استان مازندران همان‌گونه که آقای نصیر احمدی، رئیس اداره دریایی مازندران، هم تخمین زده‌اند دست‌کم ۱۰۰ هکتار از جنگل‌های هیرکانی را نابود خواهد کرد؛ مگر جنگل‌های هیرکانی چقدر توان دارد که از ۱۰۰ هکتار دیگر از آن باید چشم بپوشیم؟ مردم مازندران اجازه این‌کار را نخواهند داد.
حسن محبی گفت:
با این‌که طبق سند سیاست‌های ملی آب کشور، انتقال آب بین حوضه‌ای آخرین اقدام و صرفاً برای تأمین آب شرب مردم مجاز است، چگونه و بر چه اساسی برای تأمین آب کشاورزی طرح‌هایی نظیر انتقال آب خزر و احداث سد فینسک پیشنهاد می‌شود.
مافیای سدسازی روزی برای انتقال آب دریای خزر و شیرین‌سازی آن تلاش می‌کنند و اکنون طرحی با مختصات جغرافیایی دیگر ارائه می‌دهند و نتایج این طرح‌های عجیب و غریب، نابودی جنگل‌های باستانی و هیرکانی را رقم خواهد زد.
ساخت سد فینسک را خیانتی به مازندران و نوعی غارت آب است. احداث این سد سرنوشتی تلخ برای تجن و حاشیه‌نشینان خزر ارمغان خواهد آورد.
علی بابایی کارنامی و منصورعلی زارعی، نمایندگان ساری و میاندورود در مجلس، از مخالفان برجسته این طرح در عرصهٔ سیاست به شمار می‌روند.
دلاور نجفی، کارشناس ارشد منابع طبیعی محیط زیست در مخالفت با اقدام سازمان محیط زیست معتقد است انتقال آب دریای خزر به فلات مرکزی ایران به ویژه استان سمنان خیانت محض است، چراکه از لحاظ ملاحظات و ارزیابی‌های فنی، اقتصادی و محیط زیستی مقرون به صرفه نبوده و خسارت بسیاری را به بار خواهد آورد زیرا سطح آب دریای خزر حدود ۲۸ تا ۳۰ متر از آب‌های آزاد پایین‌تر است، به همین دلیل انتقال آب بدون پمپاژ مقدور نخواهد بود.
ادیانی راد عضو کمیسیون انرژی مجلس شورای اسلامی نیز اتفاقی که برای دریاچه ارومیه افتاد را یادآوری می‌کند و می‌گوید:
به فرض این‌که چنین اتفاقی در کشور رخ دهد، داستان ارومیه، فاجعهٔ زیست‌محیطی اصفهان، خوزستان و آذربایجان در مازندران و سمنان نیز تکرار خواهد شد، لذا دغدغهٔ تأمین آب شرب برای مردم سمنان نباید به قیمت از دست دادن دریاچه‌ها و دریاهای حواشی کشور باشد. فراموش نکنیم خزر دریا نیست و دریاچه است. حتی از منظر حقوق بین‌المللی و دریا نیز ممکن است انتقال آب دریای خزر به فلات مرکزی تبعات حقوقی بین‌المللی نیز داشته باشد و این موضوع نیز نیاز به بررسی دارد.
از جمله دیگر دلایل مخالفت سازمان منابع طبیعی با طرح انتقال آب دریای خزر این است که در طول مسیر پیشنهادی، پنج ایستگاه پمپاژ در حوزهٔ استان مازندران پیش‌بینی شده‌است، اما هیچ‌گونه امکان مطالعه نقشه قابل بررسی برای نحوه انتقال نیروی برق به این ایستگاه‌ها در مناطق جنگلی داده نشده‌است. از سوی دیگر از هر ۵ لیتر آب دریا ۲ لیتر قابل شیرین‌کردن و ۳ لیتر شورآبه و پساب است و محیط زیست باید پیش‌بینی کند که این حجم شورآبه و پساب را قرار است چه کار کند.
علی‌محمد شاعری، نماینده مردم بهشهر نیز در اعتراض خود اظهار کرد:
روز گذشته سازمان حفاظت از محیط زیست نامه‌ای مبنی بر توافق بر سر انتقال آب خزر به امضاء رساند، در شرایطی که مردم نیاز به آرامش و سازندگی و پیشرفت دارند چرا باید چنین تصمیمات غیرکارشناسی اتخاذ شود.
دریاچه کاسپین یک دریاچه بسته‌است و هرگونه دستکاری در یک سیستم بسته مانند خزر تبعات غیرقابل جبرانی خواهد داشت، لذا در صورت اجرای این پروژه آب خزر پس‌روی خواهد کرد و تأسیسات و صنایع شمال کشور در کنار صید و صیادی از بین خواهد رفت.
نامه‌های نمایندگان به رئیس‌جمهوری
حدود ۴۰ نماینده مجلس شورای اسلامی در نامه‌ای خطاب به حسن روحانی، رئیس‌جمهور وقت ایران، مخالفت خود با طرح انتقال آب خزر به کویر مرکزی و استان سمنان را اعلام کرده‌اند. این طرح باعث تنش در مجلس شد و برای لحظاتی نظم جلسهٔ مجلس را نیز به هم زد.
نمایندگان مخالف این طرح در نامهٔ خود که متن آن در روز دوشنبه ۲۲ مهر ۱۳۹۸ توسط خبرگزاری فارس منتشر شد، ابراز شگفتی کرده‌اند که:
چرا با وجود مخالفت‌های مرکز پژوهش‌های مجلس، مرکز بررسی‌های استراتژیک ریاست جمهوری، اداره کل منابع طبیعی و آبخیزداری استان مازندران، متخصصان حوزه‌های مختلف و نمایندگان استان‌های شمالی با اجرای طرح انتقال آب دریای خزر به کویر مرکزی و استان سمنان"، باز هم "دولت محترم همچنان بر اجرای این طرح پافشاری می‌کند.
پروین فرشچی
پس از اعلام آمادگی دولت برای آغاز طرح در سال ۱۳۹۷، معاونت سازمان محیط‌زیست وقت، پروین فرشچی، به دلیل تبعات اقتصادی و محیط‌زیستی با انتقال بین حوضه صراحتاً مخالفت کرد. وی مدتی بعد از سوی دولت به سمت سفیر ایران در فنلاند گماشته شد که اصلاً با سوابق و تخصص وی همخوانی نداشت اما برکناری او را از معاونت سازمان محیط‌زیست بدون اشکال و حاشیه جدی توجیه می‌کرد.
نامه نمایندگان به رئیس قوه قضائیه
حدود ۴۰ نماینده مجلس و نمایندگان استان مازندران در نامه‌ای سرگشاده به رئیس قوه قضائیه نوشتند:
استان مازندران به پشتوانه موهبت الهی آب و خاک حاصلخیز یکی از قطب‌های اصلی کشور در بخش کشاورزی است و در تولید حداقل ۱۴ محصول زراعی و باغی از جمله تولید محصولات استراتژیک برنج و مرکبات حائز رتبه اول کشور است. اما متأسفانه مدتی است در امتداد برخی برنامه‌های غلط گذشته و بر پایه برخی نیازسنجی‌های غیرفنی و مطالعاتی که اعتبار آن از منظر مراجع علمی و استانداردهای معتبر بین‌المللی کاملاً مخدوش است، پروژه‌های انتقال آب بین حوضه‌ای از محدوده حوضه هیدرولوژیک دریای خزر به سمت حوضه فلات مرکزی ایران آغاز شده‌است.
این در حالی است که مشورت‌های گسترده با کارشناسان و اساتید فرهیخته بخش آب و محیط زیست نشان می‌دهد، ادامه روند حاضر، حیات بخش کشاورزی و محیط‌زیست استان مازندران را با چالش‌های جدی مواجه می‌سازد و این مسئله علاوه بر خسارات جبران‌ناپذیری است که به زیست‌بوم شمال کشور و رونق و جهش تولید محصولات کشاورزی وارد می‌سازد. چنین ضایعه‌ای قطعاً خلاف منویات اساسی آیت الله خامنه ای و مسائل مورد اهتمام جدی تمامی دلسوزان کشور همچون حضرتعالی است و می‌تواند با گسترش پدیده‌های شومی نظیر بیکاری، مهاجرت و… چالش‌های جدی امنیتی و اجتماعی را در پی داشته باشد.

از جمله این پروژه‌های خسارت‌بار انحراف و انتقال آب می‌توان به آغاز عملیات اجرای سد فینسک اشاره کرد که متأسفانه به‌نظر می‌رسد در نتیجه فشارهای سیاسی از سال ۹۷ با شماره ردیف ۱۳۰۷۰۰۳۱۴۴ در پیوست قانون بودجه سال ۱۳۹۸ مصوبه قانونی نیز دریافت کرده و همین مسئله بنابر اظهارات مسئولان استان سمنان، مقدمه آغاز عملیات اجرایی این پروژه در سال جاری شده‌است.

### نظر موافقان
بیشتر موافقان احداث سد فینسک از مدیران ارشد استان سمنان و نمایندگان شهرهای دامغان، مهدی‌شهر و سمنان و سرخه هستند. تا به حال در گفته‌ها و مصاحبه‌های این موافقان دربارهٔ این پروژه چند هزار میلیاردی حرف و سخن و استدلالی نبوده که از نظر منطق علمی قابل قبول باشد. از آن‌جا که این نوع انتقال آب نخستین بار نیست که با بی‌توجهی به تجربه‌های نافرجام قبلی انجام می‌گیرد واضح است که ادعاهای مطرح‌شده نمی‌تواند چیزی جز نظرات غیرعلمی و فاقد استدلال منطقی باشد.
عیسی کلانتری رئیس سازمان محیط‌زیست می‌گوید:
سالانه بیش از ۳۰ میلیارد متر مکعب تبخیر در دریای مازندران داریم. تبخیر بالای ۲۵۰ میلیارد مترمکعب، حالا ۱۰۰ میلیون از ۸۰ هزار میلیارد متر مکعب آب دریای مازندران عدد بسیار کوچکی است.

رئیس سازمان محیط زیست همچنین در پاسخ به برخی از کارشناسان که می‌گویند با انتقال آب به فلات مرکزی مخاطرات زیست‌محیطی فراوانی در جنگل‌های هیرکانی و دریای خزر به وجود می‌آید، گفت: یک حرف غیرعلمی است که دوستان مطرح می‌کنند مثلاً می‌گویند ما حق دریای شمال را با ساخت سد سفیدرود گرفتیم. در استانی مثل گیلان که حدود ۹۰۰ میلی‌متر بارندگی دارد آب را از استان‌های با بارش سالانه ۲۰۰ میلی‌متری می‌گیریم و در گیلان برنج می‌کارند که بارش سالیانه ۹۰۰ میلی‌متری دارد یعنی ما سالی ۲٫۵ میلیارد متر مکعب آب داریم. بیش از ۵۰ سال است هیچ‌کس حرفی نمی‌زند، اما وقتی ۱۰۰ میلیون متر مکعب آب می‌خواهد برود منطقه جنوب البرز همه سر و صدایشان در می‌آید و معترض می‌شوند.
نامه جنجال‌برانگیز عیسی کلانتری، معاون رئیس‌جمهور و رئیس سازمان حفاظت محیط زیست مبنی بر موافقت سازمان حفاظت از محیط‌زیست با اجرای طرح انتقال آب دریای خزر به سمنان که در رسانه‌ها منتشر شد، واکنش‌های اعتراض‌آمیز بسیاری را به‌همراه داشته‌است.
رضا اردکانیان، وزیر نیرو، با تأکید بر این‌که موضع وزارت نیرو در اجرای پروژه انتقال آب خزر به سمنان، انجام مطالعات کامل فنی، اقتصادی، زیست‌محیطی و اجرای طرح‌ها برای مصالح عامه و بر اساس مقرراتی است که وجود دارد گفته‌است:

## چالش‌ها

### چالش سیاسی و اجتماعی
نگرانی‌ها دربارهٔ این‌که طرح انتقال آب دریای خزر به سمنان نقطه آغازی برای انجام بی‌حد و حساب طرح‌های شیرین‌سازی و انتقال آب در کشور شود، زمانی تقویت می‌شود که خاطره سدسازی‌های بی‌رویه بر روی رودهای منتهی به دریاچه ارومیه و احداث بزرگراه در وسط این دریاچه یادآوری می‌شود. منتقدان با یادآوری مسئله خشک شدن دریاچه ارومیه اعلام می‌کنند که به برنامه‌ریزان وزارت نیرو اعتماد ندارند و تضمینی می‌خواهند که تعریف طرح‌های شیرین‌سازی و انتقال آب در ایران بیش از حد زیاد نشود.
ظاهراً ارزیابی‌های اجتماعی طرح‌های آبی، به ارزیابی زمین‌های مردمی که در این طرح‌ها قرار گرفته‌اند و خریداری کردن آن‌ها، محدود می‌شود. این در حالی است که مشخصا چنین طرح‌هایی ابعاد اجتماعی بسیار گسترده‌تری از آنچه که تنها به پرداخت هزینه زمین محدود می‌شود خواهد داشت، ابعادی که به مرور می‌تواند تبعات سیاسی نیز به همراه داشته باشد.

#### زمزمهٔ پایتخت شدن سمنان
برخی معتقدند انتقال آب برای مردم و صنایع بهانه است و علت اصلی نامزدی سمنان برای پایتخت شدن پس از تهران است.
دبیر کارگروه پسماند و محیط‌زیست استان مازندران
دبیر کارگروه پسماند و محیط‌زیست استان مازندران که از مخالفان طرح است، می‌گوید:
مصرف آب برای شرب و صنعت بهانه است. هدف کشاندن جمعیت بیشتر به سمنان و توسعه فیزیکی و ساختاری استان است چرا که از نظر دولت، سمنان بهترین گزینه جایگزین برای پایتخت شدن پس از تهران است.
مصطفی کواکبیان
مصطفی کواکبیان، نماینده تهران در مجلس و نماینده پیشین سمنان در مجلس هشتم، گفته‌است:
اگر به دنبال انتقال پایتخت به سمنان هستیم، نباید مشکل آب داشته باشیم. اگر این را هم در نظر نگیریم، حداقل سمنان استان معین برای تهران درمواقع اضطراری محسوب می‌شود و باید برای آب‌رسانی آن تلاش کنیم.
مخالفان طرح انتقال آب خزر به سمنان می‌گویند، هدف از اجرای طرح تأمین آب برای صنایعی ست که هنوز وجود ندارد. پایش‌های اولیه وزارت نیرو در آمایش سرزمینی هم، سمنان را فاقد ساختار فیزیکی و اقلیمی لازم برای توسعه بیشتر می‌دانست و اگر قرار است توسعه صنعتی برنامه‌ریزی شود، ظرفیت‌های استان‌های خوزستان، هرمزگان و بوشهر به مراتب بیشتر از سمنان است. کارشناسان تقریباً متفق‌القول هستند که توسعه استانی باید درون‌زا باشد و شرایط جغرافیایی سمنان فاقد این پتانسیل است.
همچنین درصورت اجرای طرح احتمال اعتراض جدی سایر کشورهای حوضه دریای خزر وجود دارد.

### چالش اقتصادی
توجیه‌پذیری اقتصادی طرح‌های شیرین‌سازی و انتقال آب همیشه محل بحث بوده‌است. در طرح مورد نظر این گزارش قرار است آب دریای خزر پس از شیرین‌سازی، ۶۵۰ کیلومتر دورتر مورد بهره‌برداری قرار گیرد.
احداث این طرح که ۴ سال زمان خواهد برد، هفت‌هزار و ۷۰۰ میلیارد تومان هزینه ریالی و ۲۶۰ میلیون دلار هزینه ارزی در برخواهد داشت. این طرح در زمان بهره‌برداری نیازمند ۳۳۷ مگاوات نیروی برق (۹۱ مگاوات برای شیرین‌سازی و ۲۴۶ مگاوات برای انتقال) است که هزینه بهره‌برداری را بالا می‌برد. به گفته منابع مطلع، هزینه آب تأمین شده از این طرح معادل ۵ هزار و ۵۰۰ تومان در هر مترمکعب برآورد می‌شود، در حالی که صنایع نیازمند آب در سمنان، هم‌اکنون برای خرید آن ۱۸ هزار تومان در هر مترمکعب پرداخت می‌کنند و این آب را با تانکر به صنایع خود می‌رسانند. لازم به ذکر است که آب تصفیه شده بهداشتی با بهای ۶۰۰ تومان به ازای هر مترمکعب به دست شهروندان تهرانی می‌رسد.
گفته می‌شود که با توجه به توجیه‌پذیری طرح از جهت بهای تمام‌شدهٔ آب، هزینه‌های طرح انتقال آب دریای خزر به سمنان قرار نیست از محل بودجه دولتی یا صندوق توسعه ملی فراهم شود و صنایع سمنانی نیازمند آب هزینه‌های احداث و بهره‌برداری از آن را متقبل می‌شوند. با این حال همچنان ابهاماتی دربارهٔ شرکای چنین حجم سرمایه‌گذاری وجود دارد و مشخص نیست کدام صنایع قرار است چقدر در این طرح سرمایه‌گذاری کنند.
پروژه‌های انتقال اب معمولاً با هزینه‌های بالایی در حوزه
معاملات و مخاطرات مواجه‌اند. این دو عامل اصلی می‌توانند برنامه‌ریزان و مجریان را در انتقال آب منصرف کنند. هزینه‌های معامله ممکن است شامل هزینه‌های حقوقی، هزینه‌های بررسی آژانس‌های عمومی، هزینه‌های مطالعات فنی لازم و
نظارت بر اجرای طرح و سایر هزینه‌های مربوط به تسویه
مطالبات اشخاص ثالث باشد. مخاطرات ممکن است با
سیاست و مناقشات مربوط به تغییرات اقلیمی، اقدامات سایر شرکای منابع مشترک آبی مرتبط باشد و ممکن است بر روند اجرای طرح تأثیر گذاشته و به شکست ساختاری پروژه بینجامد.

### چالش زیست‌محیطی
اجرای این طرح برای بسیاری از فعالان زیست‌محیطی یادآوری دریاچه ارومیه است. سدسازی‌های متعدد روی رودخانه‌هایی که به دریای کاسپین می‌ریزند یادآور سدسازی بر روی رودخانه‌هایی هستند که به دریاچه ارومیه می‌ریختند. دریاچه ارومیه با همین اقدامات غیرعلمی و کارشناسی‌نشده رو به خشکی رفت و قطعاً کسی نمی‌خواهد این رویداد برای کاسپین هم تکرار شود.